# 8387 Fujimori
8387 Fujimori este un asteroid din centura principală de asteroizi.

## Descriere
8387 Fujimori este un asteroid din centura principală de asteroizi. A fost descoperit pe 19 februarie 1993 la Geisei de Tsutomu Seki. El prezintă o orbită caracterizată de o semiaxă mare de 3,00 ua, o excentricitate de 0,10 și o înclinație de 10,8° în raport cu ecliptica.